# Bergamt Hamm

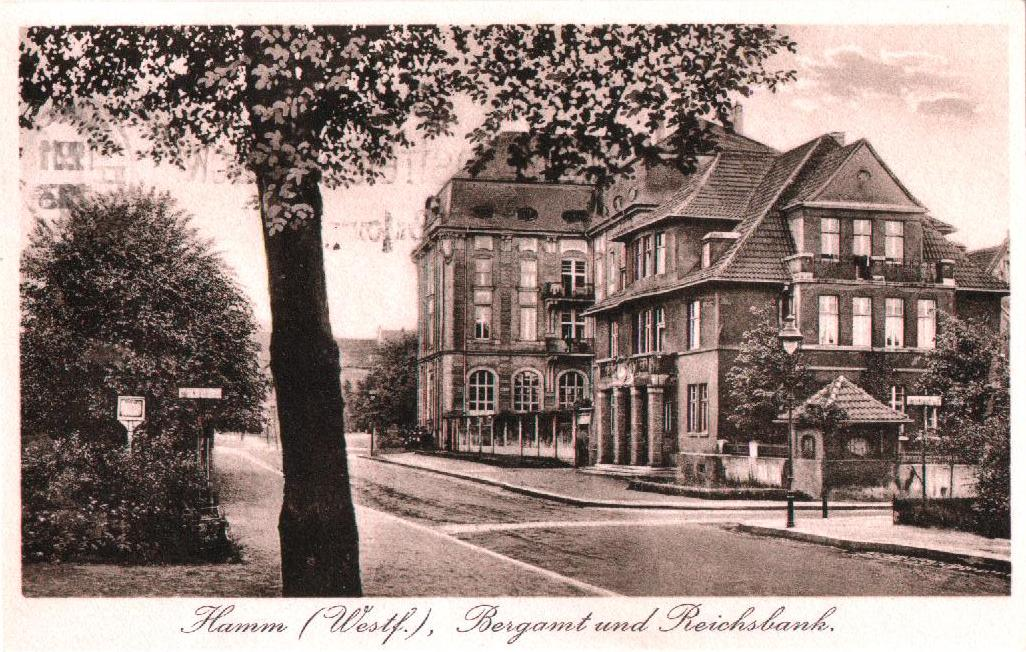
Reichsbankgebäude und Bergamt ca. 1931

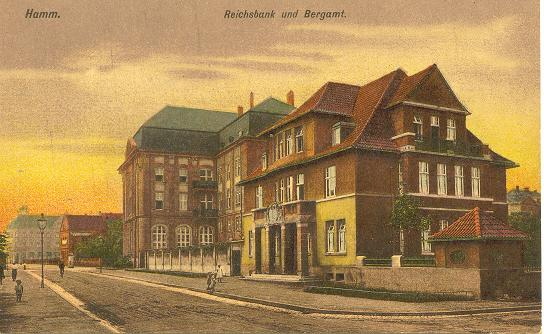
Reichsbankgebäude und Bergamt, ca. 1918

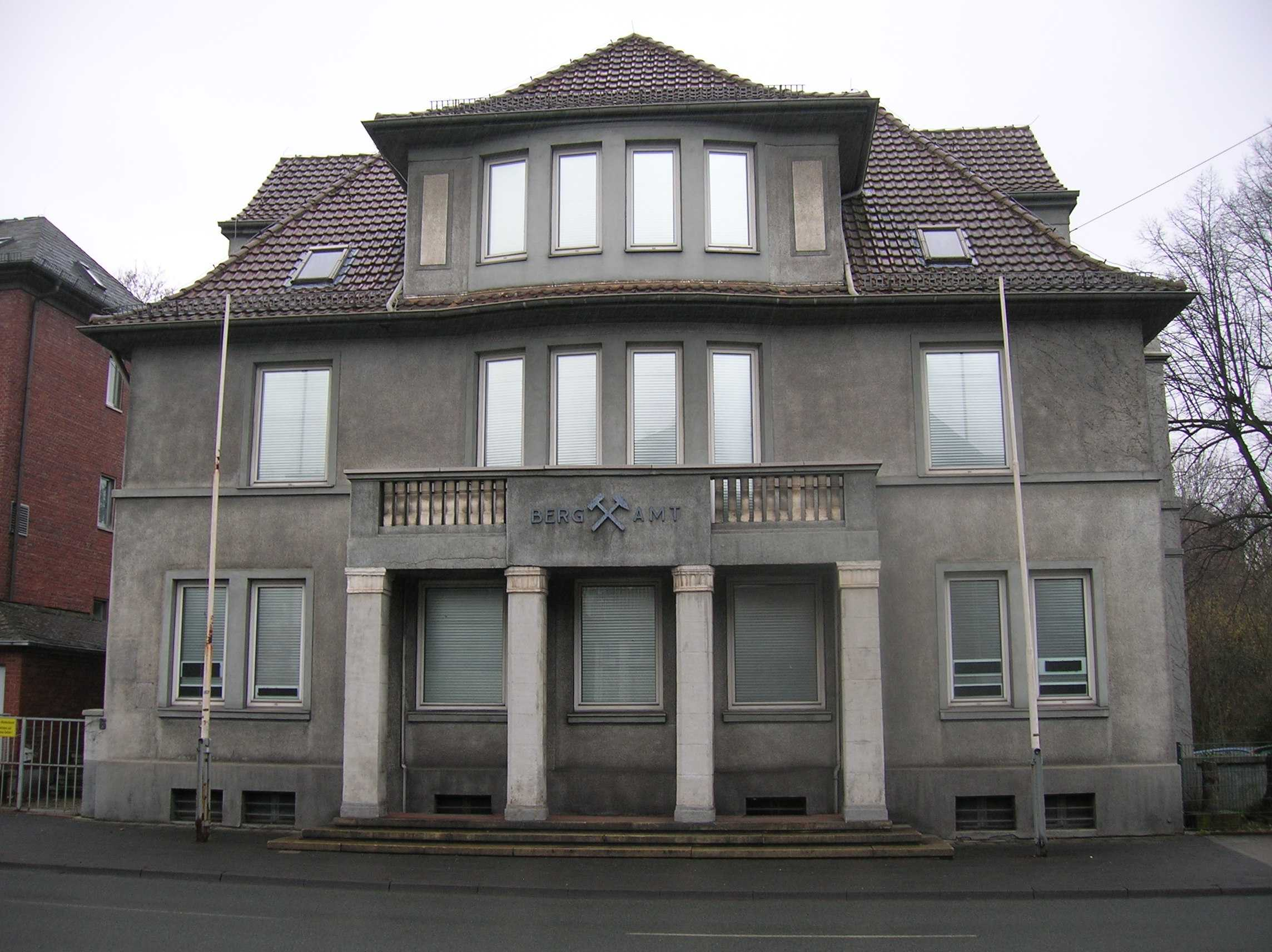
Ehemaliges Bergamt Hamm, 2011

Das Bergamt Hamm befand sich von 1913 bis zu seiner Auflösung am 30. Juni 1994 in der Goethestraße 6 in Hamm. Bis 2008 wurde das Gebäude als Beratungsstelle des Kriminalkommissariats Vorbeugung der Polizei Hamm genutzt.

## Geschichte des Bergamtes
Zum 1. Januar 1903 wurde das Bergrevieramt von Osnabrück nach Hamm zurückverlegt. Es war zunächst im Hause des Papierwarenhändlers Ernst Brauckmann in der Bahnhofstraße 30 untergebracht. Das Bergrevieramt verblieb dort bis 30. September 1913.
Im Jahr 1912 begann der Bau eines neuen Gebäudes für das Bergrevieramt Hamm am Standort in der Goethestraße 6. Das neue Dienstgebäude wurde am 30. September 1913 eingeweiht.
Im Jahr 1914 wurde Berg-Inspektor August Middelschulte Bergrevierbeamter und damit Leiter des Bergamtes.
Im Jahr 1943 erfolgte die Umbenennung des Bergrevieramtes in Bergamt.
Am 30. Juni 1994 wurde das Bergamt Hamm aufgelöst. Die bisherigen Aufgaben wurden vom Bergamt Kamen übernommen. Letzter Leiter des Bergamtes Hamm war der leitender Bergdirektor Friedhelm Seifert.